# Scolecoxyphium americanum
Scolecoxyphium americanum är en svampart som beskrevs av Bat. 1963. Scolecoxyphium americanum ingår i släktet Scolecoxyphium och familjen Capnodiaceae.   Inga underarter finns listade i Catalogue of Life.